# Laphria argentata
Laphria argentata là một loài ruồi trong họ Asilidae. Laphria argentata được Wiedemann miêu tả năm 1828. Loài này phân bố ở miền Ấn Độ - Mã Lai.